# Tischler

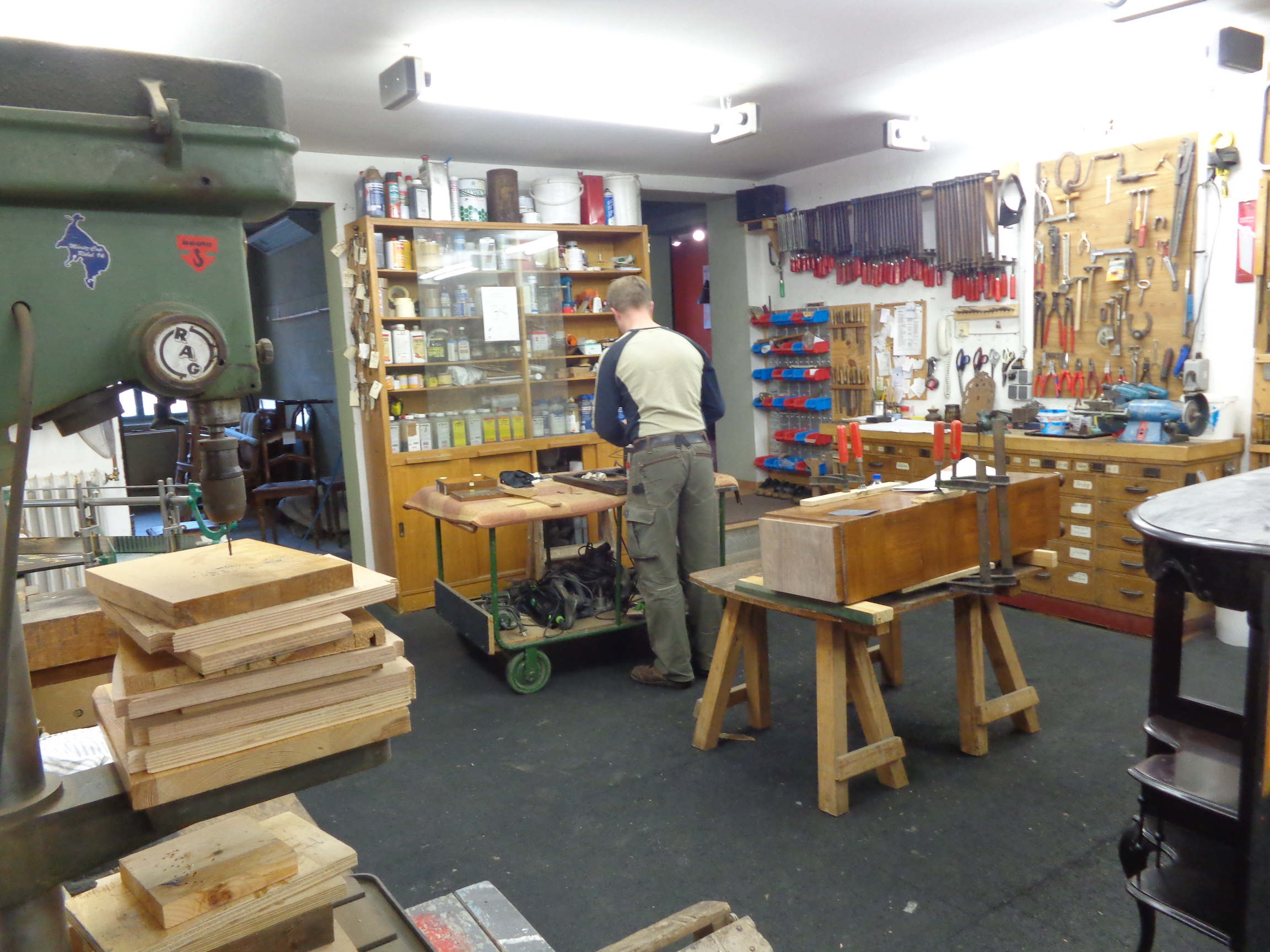
Bankraum einer Tischlerei. Rechts: Werkzeugschrank, mittig an der Wand Schraubenschrank; links: Ständerbohrmaschine mit Halbfertigteilen; Mitte: ein verleimt werdendes Möbel oder entsprechendes Möbelbauteil

Tischler oder Schreiner bezeichnet einen Ausbildungsberuf bzw. das Handwerk, welches sich auf die schneidende, fügende oder veredelnde Verarbeitung von Holz und Holzwerkstoffen spezialisiert hat. Damit ist der Bau von Möbeln bis hin zu Bauelementen im Sinn der Holztechnik gemeint. Eine Tischlerei oder Schreinerei ist die entsprechende Werkstatt.

## Schreinerei / Tischlerei
Je nach Region des deutschen Sprachgebiets hat das Handwerk einen anderen Namen:
- In Nord-, West- und Ostdeutschland, Österreich und Südtirol wird „Tischlerei“ gebraucht;
- in Hessen, Rheinland-Pfalz, Baden-Württemberg, Bayern, im Saar- sowie Rheinland und vereinzelt im Ruhrgebiet sowie in der Deutschschweiz und Westösterreich, insbesondere Vorarlberg, „Schreinerei“.

„Schreinerei“ leitet sich ab von
„Schrein“ (= Truhe, Sarg, Kiste, Schrank), „Tischlerei“ von „Tisch“. Nicht mehr gebräuchlich sind die historischen Bezeichnungen Kistenmacherei, Kistnerei, Kistlerei sowie Tischerei und Tischmacherei.
Kunstschreiner werden seit dem 17. Jahrhundert auch Ebenisten genannt.

## Geschichte

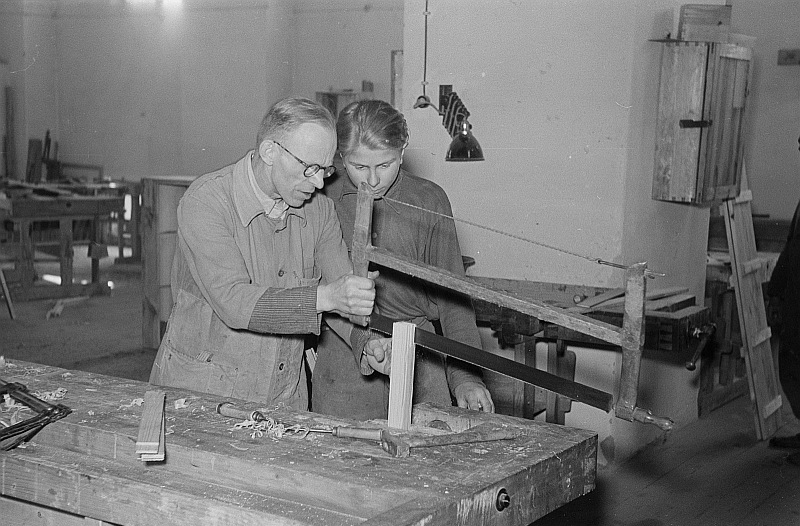
Tischler bei der Ausbildung (1952)

### Von der Zimmer- zur Tischlerei
Seit dem 14. Jahrhundert spaltete sich die Tischlerei von der Zimmerei ab. In einer ersten Ordnung mit „Lehrling“, „Geselle“ sowie „Meister“ fanden sich die Tischler schon früh in einer Zunft zusammen. Ihnen war die Herstellung bestimmter Werkstücke vorbehalten. Dazu gehörten Fenster, Türen, Wand- und Decken-Vertäfelungen, Möbel und ab dem 16. Jahrhundert die neu aufkommenden Särge. Die Aufnahme in die Tischlerzünfte war an bestimmte Voraussetzungen gebunden (z. B. eheliche Geburt, Abstammung von ehrbaren Eltern, guter Leumund, zeitweilig auch die deutsche Nationalität) und geschah nach der Beendigung der Lehrzeit in geheimen Zeremonien, bei denen der Proband „gehobelt“ und von einem „Altgesellen“ in der ebenso geheimen „Hobelpredigt“ über das Selbstverständnis und die Verhaltensregeln der Zunftmitglieder unterwiesen wurde.

### Zünfte, Meister und Gesellen

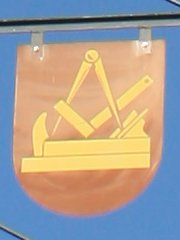
Zunftzeichen mit Zirkel, Winkel und Hobel

Die Zünfte umfassten zu keiner Zeit alle Angehörigen eines Berufsstandes, zeitweilig sogar nicht einmal die Mehrheit. Außerhalb des Zunftwesens entstanden im 17. und 18. Jahrhundert von den Fürsten- und Herrscherhöfen lanciert sogenannte „Hofschreinereien“, die sich oft zu Zentren außergewöhnlicher Kunstfertigkeit (Peinture en bois) entwickelten. Bekanntestes Beispiel ist in Deutschland die Werkstatt von Abraham und David Roentgen in Neuwied (1750–1800), die neben dem französischen und dem preußischen König auch die Zarin Katharina II. belieferte. Daneben hat sich seit dem 16. Jahrhundert die Erscheinung der verhassten und von den Zunfthandwerkern vielfältig verfolgten „Störer, Pfuscher und Bönhasen“ ausgeweitet. Das waren Landschreiner, ehemalige Kirchen- oder Armeetischler oder aber verheiratete Gesellen, die alle als „nichtzunftfähig“ galten und in ihrer Not illegal für billigeres Geld für Stadtkunden arbeiteten. Ein Hinweis auf die Brisanz dieses Problem ergab eine Zählung des Senates von Bremen im Jahr 1804: es arbeiteten 50 Tischlermeister in der Stadt, zugleich aber auch über 200 sogenannte „Böhnhasen“ im gleichen Berufsfeld.
Im Gegensatz zu den Zünften, die auf Stadtebene lokal organisiert waren, überschritten die Vereinigungen der Tischlergesellen diesen engen Rahmen und agierten bei Auseinandersetzungen um Lohn, Arbeitsbedingungen und Fragen der Standesehre mit der Unterstützung ihrer überregionalen Mobilisierungsmöglichkeiten. Kampfmittel waren Streiks in der Form des Auszuges aus der Stadt, vor allem aber „Verrufe“, Schimpfbriefe, die die Betroffenen sozial isolierten und ökonomisch schädigten, indem sie diese zum Beispiel von der Versorgung mit neuen Arbeitskräften abschnitten. Vor allem im 18. Jahrhundert eskalierten die Auseinandersetzungen zwischen den Meistern und Gesellen des Tischlerhandwerks in zahlreichen Zwischenfällen, die zum Teil heftige Ausmaße annahmen. 1793 setzte zum Beispiel der preußische König Militär ein, um eine Ruhestörung aus der Welt zu schaffen, die maßgeblich von Berliner Tischlergesellen getragen worden war. Neben den Rädelsführern wurden 52 Gesellen in der Folge öffentlich ausgepeitscht und zu langwährenden Haftstrafen, zu Gefängnis oder zur Verbannung verurteilt.
War im 16. Jahrhundert Augsburg unumstrittener Mittelpunkt des Tischlerhandwerks in Deutschland, so entwickelte sich seit der zweiten Hälfte des 18. Jahrhunderts Berlin zu dem wichtigsten Zentrum des handwerklichen Möbelbaus. Dieses rührt aus seinem Status als aufstrebender Residenzstadt, aus dem langwährenden Neutralitätspakt des preußischen Königs mit Napoleon, der nach 1800 große Teile Deutschlands seiner Herrschaft unterworfen hatte, und aus dem andauernden Vorgehen des preußischen Staates gegen die alten Zunftrechte, weshalb es zum Beispiel preußischen Tischlern bereits 1790 erlaubt war, ihre Beschäftigtenzahl frei zu bestimmen. Im übrigen Deutschland waren zu der Zeit Zunftmitgliedern in der Regel nicht mehr als zwei Gesellen gestattet. In Berlin entstanden bis zur Mitte des 19. Jahrhunderts die ersten großen Möbel-Manufakturen, die bald mithilfe der inzwischen gebauten Eisenbahnen ganz Deutschland belieferten und das überkommene Tischlerhandwerk massiv unter Konkurrenz setzten. Der „Berliner Schund“ war berüchtigt wegen seiner Qualität, aber gefürchtet wegen seiner Preise und seiner allgegenwärtigen, massenhaften Verfügbarkeit.
Die Tischlerzünfte waren unter der napoleonischen Herrschaft wie die anderen Zünfte auch per Dekret aufgehoben worden. Die Reaktion versuchte nach der Niederlage Napoleons, in der Wirtschaftspolitik an die alten Zustände wieder anzuknüpfen: Die Zünfte wurden wieder eingesetzt – allein wichtige Vorrechte wie die Zulassung zur Meisterprüfung und ihre Regulierung, z. T. auch die Beschränkung der Beschäftigtenzahl, wurden in vielen deutschen Staaten nicht mehr durchgesetzt. In den 1860er Jahren wurde mit der Einführung der Gewerbefreiheit in den meisten deutschen Staaten das Zunftwesen aufgelöst und die Gesetze der kapitalistischen Wirtschaftsordnung beherrschten auch den Bereich des Tischlerhandwerks.

### Industrialisierung
Waren durch die Industrialisierung seit etwa 1840 wichtige Maschinen der Holzbearbeitung wie die Kreissäge, die Hobelmaschine und die Fräsmaschine in Gebrauch, so verhinderte doch die notwendige Größe des Antriebssystems einen Einsatz im handwerklichen Bereich, ebenso der entsprechende Kapitaleinsatz. Erst als 1875 die Abrichthobelmaschine erfunden worden war, stand ein System der durchgängigen maschinellen Bearbeitung von Holz zur Verfügung, das ab 1890 Einzug in die Tischlerwerkstätten halten konnte, weil ab diesem Zeitpunkt mit Gas- und später vor allem Elektromotoren kleinere Antriebsmöglichkeiten zur Verfügung standen. Zugleich entstanden vor allen Dingen im Raum Herford nahe dem Ruhrgebiet erste Fabriken der industriellen Möbelherstellung, die innerhalb kürzester Zeit wichtige Marktanteile gewinnen konnten, wenn sie nicht gar das Tischlerhandwerk völlig aus einigen Segmenten wie zum Beispiel der Parkettbodenproduktion verdrängten.
Die vor allem seit der Jahrhundertwende 1900 erfolgende Mechanisierung des Tischlerhandwerks stülpte die herkömmliche Arbeitsweise wesentlich um. Nicht nur wurde Menschenkraft durch Maschinenkraft ersetzt und der Ausstoß erhöht, auch die Methoden, wie etwas gefertigt wurde und was gefertigt werden konnte, mussten der neuen Technik angepasst werden. Dieses geschah auch unter ideeller Mithilfe einiger Architekten (z. B. Bruno Paul) und nicht zuletzt der Arbeit des Bauhauses (Weimar/Berlin). Da der Markt der Massenmöbel durch die neu entstandene Möbelindustrie besetzt worden war, entwickelte sich die Bautischlerei zum wichtigsten Arbeitsgebiet der Tischler. Eine untergeordnete Rolle spielten die Herstellung von Luxusmöbeln und die Einrichtungen von Schiffen und Yachten, zum Teil auch schon von Geschäften/Läden. Viele der Tischler, die den Weg der Mechanisierung nicht gegangen waren, gerieten durch Zulieferer- und Montagetätigkeiten in die Abhängigkeiten des Verlagssystems, mit dem die Möbelindustrie Arbeitsplätze ausgelagert hatte. In der Weltwirtschaftskrise und in der Zeit der nationalsozialistischen Herrschaft wurden die Wohnungsbautätigkeiten immer mehr reduziert. Viele der Kleinstwerkstätten mit einem Alleinmeister oder ein oder zwei Gesellen wurden im Jahr 1937 bzw. 1942 bei den „Säuberungswellen“ des NS-Staats unter Zwang geschlossen; besser ging es nur einigen größeren Betrieben, die Staatsaufträge vor allem im Umfeld der Rüstungsausgaben des Deutschen Reiches erhalten hatten.

### Bauschreinerei nach 1945
Nach dem Ende des Zweiten Weltkrieges kurbelte der Wiederaufbau die Wirtschaft in Westdeutschland an. In der Bautischlerei fanden die meisten Tischlerbetriebe ihren Arbeitsschwerpunkt. Erst das Ende dieses Bau-Booms Anfang der 1970er Jahre brachte viele Betriebsinhaber dazu, sich mit dem Innenausbau und dem Möbelbau mindestens ein zweites wirtschaftliches Bein aufzubauen, wenn nicht gar ihren Schwerpunkt hierhin zu verlegen. Wegbereiter hierbei war wesentlich das „Branchenprojekt Tischlerhandwerk“, ein vom Bundesverband des Tischlerhandwerks und der Gewerkschaft Holz und Kunststoff gemeinsam aufgelegtes Forschungsprojekt, das im Ist-Bericht die gegenwärtige Lage des Tischlerhandwerks beschrieb und im „Soll-Teil“ die Aufgaben für einen zukünftigen Wettbewerb mit der Möbelindustrie formulierte. Neue Materialien (Spanplatten, PVAC-Weißleime, Kunststofffolienbeschichtung) hatten seit den 1950er Jahren den traditionellen Massivholzmöbelbau durch die Technik der Plattenmöbel ersetzt und eine neue Verarbeitungstechnologie erstehen lassen (Heißpressen für die Furniertechnik, maschinelle Kantenbearbeitung im Durchlaufverfahren). Bedenkliche Begleiterscheinungen wie der festgestellte Ausstoß von schädlichem Formaldehyd riefen in der Öffentlichkeit Aufmerksamkeit und Protest hervor und innerhalb des Tischlerhandwerks eine Bewegung ökologisch arbeitender Betriebe, die oft zudem auf die Massivholzverarbeitung zurückgriffen.

### Ostdeutschland
In Ostdeutschland war die Entwicklung der handwerklichen Tischlerbetriebe weitgehend von der sozialistischen Staatsideologie bestimmt. Die großen Bau- und Handwerksbetriebe wurden bereits kurz nach Kriegsende enteignet und zum Volkseigentum erklärt. Seit den fünfziger Jahren nahm der Druck zur Kollektivierung des Handwerks zu. Neben der Mitgliedschaft in den Einkaufs- und Liefergenossenschaften wurde vor allem auf den Zusammenschluss in „Produktionsgenossenschaften des Handwerks“ (PGH) gedrängt. Dieser Druck erklärt sich auch aus der Tatsache, dass das Privathandwerk sich trotz steuernder Kontingentierung des Materials und des Personals immer wieder der gesamtwirtschaftlichen Planung entzog, zum anderen aber auch, weil es die ihm zugedachten Aufgaben im Reparatur- und Dienstleistungsbereich nur unzulänglich erfüllte. Stattdessen konzentrierte sich das materielle Interesse der Handwerksbetriebe auf die einträglichere Serienproduktion von Massenbedarfsartikeln und Kooperationsleistungen für die Industrie. Dies war zwar politisch ungewollt, aber ironischerweise weitgehend Folge planerischer Vorgaben, die Reparaturleistungen lediglich mit dem außerordentlich niedrigen Satz der „Regelleistungspreise“ entlohnen und diese Arbeiten im Gegensatz zu einer mit der Industrie verknüpften Produktion mit einer sehr niedrigen Rohstoff- und Materialzuteilung versehen ließen. Nach einer weiteren Kollektivierungswelle Anfang der 1970er Jahre, die weitere erhebliche Versorgungslücken nach sich zog, entstand große Unruhe in der Bevölkerung der DDR. 1976 wurde deshalb die staatliche Handwerkspolitik neu ausgerichtet: neue Gewerbegenehmigungen wurden erteilt, günstigere Kreditmöglichkeiten eingeräumt und dem Handwerk erstmals wieder Lehrlinge zugewiesen. Allerdings geschah dieses nur in einem Maße, um den Status quo zu halten – auch wurden die Verrechnungssätze nicht angehoben, so dass der Rückgang der privaten Betriebe verlangsamt, aber nicht aufgehoben wurde. Für das Jahr 1989 hat das Statistische Bundesamt folgende Zahlen des Tischlerhandwerks in der DDR veröffentlicht: Neben 160 Produktionsgenossenschaften des Handwerks (PGH) mit 5873 Beschäftigten werden 6836 Privatbetriebe mit 19.581 Tischlern aufgeführt.

### Innenausbau
Auch nach einem Intermezzo in den ersten drei Jahren nach der Wiedervereinigung im Jahr 1990 wurde die Umorientierung in Richtung Innenausbau, durch die jetzt herrschende Wirtschaftskrise noch angestoßen, fortgesetzt. Die Bautischlerei wurde auch angesichts des massiven Zurückfahrens der öffentlichen Bauförderung und der realen Bauzahlen zum Nebengebiet der Arbeit der Tischler; als Ausweg erschien der Innenausbau. Doch die Wirtschaftskrise bestimmte den Takt der Tischlerbetriebe: Die Umsatzzahlen gingen zwischen 1996 und 2006 um 21 Prozent (von 21,81 Mrd. € auf 17,26 Mrd. €) zurück, die Beschäftigtenzahlen sanken von 299.964 auf 185.427, d. h. um 38 %, ebenso sanken die Zahlen der abgeschlossenen Ausbildungsverträge um 46 %. Die Zahl der Tischlerbetriebe blieb mit ungefähr 4 % Abnahme relativ stabil.
Der erhoffte Rettungsanker des Innenausbaus erwies sich für den Berufsstand als zwiespältig, denn seit Anfang der 1990er Jahre hatte die technische Revolution der Computertechnik auch die Betriebe des Tischlerhandwerks erreicht. Seitdem gehörte die Datenverarbeitung bei der Arbeitsvorbereitung (zum Beispiel CAD) zum festen Bestandteil der Arbeitsweise einer Tischlerei. Weitreichendere Folgen aber hatte der Einsatz der CNC-Technik in der Produktion, verbunden mit der Notwendigkeit zur Standardisierung, das heißt zur Übernahme eines Prinzips der industriellen Arbeitsweise. Das rief zum einen heftige emotionale Abwehr bei den Betroffenen hervor, zum anderen verschärfte es durch den notwendig hohen Kapitaleinsatz und die erfolgte Produktivitätssteigerung den Konkurrenzkampf innerhalb des Tischlerhandwerks. So entstanden ab Ende des 20. Jahrhunderts hochspezialisierte und hochtechnisierte Produktionsstätten – andererseits wurden viele Tischler aus der Produktion gedrängt und haben mehr und mehr Aufgaben des unmittelbaren Kundenservices übernommen sowie Arbeiten der Montagetätigkeit. Dieses war auch möglich, weil die Industrie eine große Masse hochwertiger Artikel im Bausektor anbietet, die oft bei der erforderlichen Verarbeitung der Kenntnisse und Fähigkeiten eines Fachmanns bedürfen und das Niveau eines Heimwerkers übersteigen.

### Montage statt Handwerk
Allerdings war die Neuorientierung eines Teils der Meisterbetriebe des Tischlerhandwerks auf den Arbeitsschwerpunkt der Montage von Anbeginn mit einer starken Konkurrenz konfrontiert. 1994 wurde durch die Bundesregierung unter Führung der CDU die Handwerksordnung geöffnet. Jetzt war es neben den Meisterbetrieben auch Nicht-Meistern möglich, einen Handwerksbetrieb legal zu führen, wenn er in die Kategorie der in der Anlage B aufgelisteten Berufe und Tätigkeiten fiel. Unter Punkt 24 der Anlage B wurde „Montage von genormten Einbauteilen“ aufgeführt. In den folgenden Jahren war eine Flut von Neugründungen von Montagebetrieben festzustellen, die ab 2005 die Anzahl der Meisterbetriebe überstieg. 2006 standen 42.564 Meisterbetrieben des Tischlerhandwerks bereits 47.059 Montagebetriebe gegenüber, die ein Jahr später, 2008, 113.000 Beschäftigte besaßen, mit denen sie 6,9 Mrd. € Umsatz erzielten. Im Gegensatz zu der weiterhin abnehmenden Zahl der Meisterbetriebe nach der HWO-Anlage A stieg ihre Anzahl weiterhin – wenn auch abgeschwächt – an; der Zentralverband des Deutschen Handwerks (ZDH) meldet im ersten Halbjahr des Jahres 2013 einen Bestand von 48.713 (Montage-)Betrieben.

### Holzmechaniker
Wissenschaftliche Beobachter des Strukturwandels des Tischlerhandwerks führen neben den eigentlichen Meisterbetrieben heute auch die genannten Montagebetriebe als Teil des Tischlerhandwerks auf. Die Organisationen des (meisterlichen) Tischlerhandwerks, die in regionalen Innungen, Landesverbänden und dem Bundesverband Tischler Schreiner Deutschland (TSD), Berlin, zusammengeschlossen sind, haben verschiedene Versuche unternommen, die neuen Montagebetriebe anzusprechen und in ihre Reihen aufzunehmen – ohne allerdings größere Erfolge verzeichnen zu können. Entscheidender Hinderungsgrund einer einheitlichen Interessenvertretung sind Differenzen in der Frage der Ausbildungsberechtigung. Diese steht den Montagebetrieben nach der Handwerksordnung und nach dem Selbstverständnis der meisterlichen Tischler nicht zu – ist aber gleichzeitig für die Heranbildung spezieller Fähigkeiten der dort Beschäftigten für den Bestand dieser Firmen notwendig. Dieser Interessengegensatz hat zur Gründung einer eigenen Interessenorganisation, des Bundesverbandes Innenausbau, Element- und Fertigbau e. V., mit Sitz in Bad Honnef geführt. Im Mittelpunkt seiner Arbeit stehen die Bemühungen, einen neuen Ausbildungsgang durchzusetzen. Geplant war es, den bestehenden Beruf des Holzmechanikers auszuweiten und um den neuen Zweig der Montage zu erweitern. Im August 2015 ist die Ausbildungsordnung für den im Rahmen der Holzindustrie bestehenden Beruf des Holzmechanikers entsprechend um die „Fachrichtung Montage“ erweitert und durch das Bundesministerium für Bildung und Forschung (BMBF) in Kraft gesetzt worden. Damit hat sich das Tischlerhandwerk organisatorisch und institutionell gespalten, denn diese Änderung war nicht mehr im Bezugsrahmen der Handwerkskammern, sondern nur innerhalb der Industrie- und Handelskammern möglich. Allerdings verzeichnet auch der Bundesverband Innenausbau bisher einen geringen Organisationsgrad unter den HWO-Anlage B-Betrieben und erste Lehrlingszahlen spiegeln eine eher zögerliche Umsetzung der neuen Ausbildungsmöglichkeit.

### Diversifizierung
Wie die allgemeine Wirtschaft in Deutschland, so hat sich auch das Tischlerhandwerk in den Jahren nach 2006 erholt. Es ist gelungen, neue wichtige Betätigungsfelder zu erschließen. Dazu gehören wie Dieter Roxlau, Hauptgeschäftsführer des Fachverbandes des Tischlerhandwerks NRW, am 11. Juni 2012 vorgetragen hat, die Altbau- und Energiesparsanierung, altersgerechte Wohnungseinrichtungen und die Bereiche der Wellness-Bäder und der Sicherheit von Haus und Wohnung. Roxlau hat auch darauf hingewiesen, dass der Anteil der Montagetätigkeiten an der betrieblichen Arbeitszeit deutlich gestiegen sei: „Dies führt jedoch allgemein zu einer stagnierenden Wertschöpfung in den Tischlereien, zu einem Rückgang der Eigenfertigung und schließlich zur Verkleinerung der Betriebe.“ Wenn die zunehmende Bedeutung der Montagetätigkeiten die kleinen und mittleren Tischlereien auf der einen Seite unter Druck setzt, so sorgt die innerhandwerkliche Konkurrenz gleichzeitig für die sich ausweitende Bedeutung der mit großem Kapitaleinsatz hochtechnisierten Produktionsstätten. Diese versuchen immer mehr, Prinzipien der vernetzten Fertigung auf die Bedingungen des Handwerks umzusetzen. Beobachter dieser Entwicklung eines Teils des Tischler- und Schreinerhandwerks zum „Handwerk 4.0“ betonen die „Verschiebung der Wertschöpfung“ (Markus Faust), die zu einer erhöhten Bedeutung der Arbeitsvorbereitung (AV) führe und sprechen von einer „digitalen Fertigung: (...) Die Fertigung ist nicht länger die 'Fertigung', sondern nur noch die 'Realisierung' eines digitalen Produktes. Ähnlich wie bei einem digital geschriebenen Brief. Die Leistung steckt bereits in der Datei.“ So wird beispielsweise von einer 120-Mann-Schreinerei berichtet, die beachtliche 14 qualifizierte Arbeitsplätze, das entspricht ungefähr 17 % der Beschäftigten, in der AV eingerichtet hat. Kernpunkte dieser innerbetrieblichen Weiterentwicklung sind der Übergang der Konstruktionstätigkeit mit Hilfe einer 2D-CAD Software hin zu einer 3D-CAD Software und die Einführung eines umfassenden ERP-Programms (Enterprise Resource Planing) zur digitalen Steuerung des Betriebsablaufes. Die Einführung beider Systeme ist ein langwieriger, kostenintensiver Prozess, da die Standardsoftware auf die betrieblichen Bedingungen angepasst werden muss.

### Statistik
Die vorliegenden Zahlen des statistischen Bundesamtes weisen für das meisterliche Tischlerhandwerk nach der HWO, Anlage A, eine Steigerung des Umsatzes von 18,981.541 Mrd. Euro 2008 auf 21,560.548 Mrd. Euro im Jahr 2015 auf, das entspricht ungefähr 13,6 %. Die Betriebsanzahl hat sich im gleichen Zeitraum laut Handwerkszählung um 6,5 % auf 31.847 im Jahr 2015 verringert, die Beschäftigtenzahl betrug im gleichen Jahr 200.950. Mit weniger Betrieben und mit wesentlich weniger Beschäftigten (ca. −33 %) wurde 2015 ein Umsatz erzielt, der in etwa wieder in der Größenordnung des Jahres 1996 lag (siehe oben). Die enorme Steigerung der Produktivität ist wesentlich auf die breite und umfassende Anwendung der Computer-Techniken sowohl in der Verwaltung als auch in der Produktion der Handwerksbetriebe des Tischlerhandwerks zurückzuführen.

### Brandschutz
Nachdem in vielen Dörfern ganze Häuserreihen abbrannten, wurden im 18. Jahrhundert unter Pfalzgraf Karl IV. der Verhütung eines Feuerbrandes dienende strenge Anordnungen erlassen, in denen auch das allabendliche Beseitigen von Spänen in den Werkstätten der Tischler und Schreiner geregelt war.

### Situation der Tischler im 18. Jahrhundert in Wien

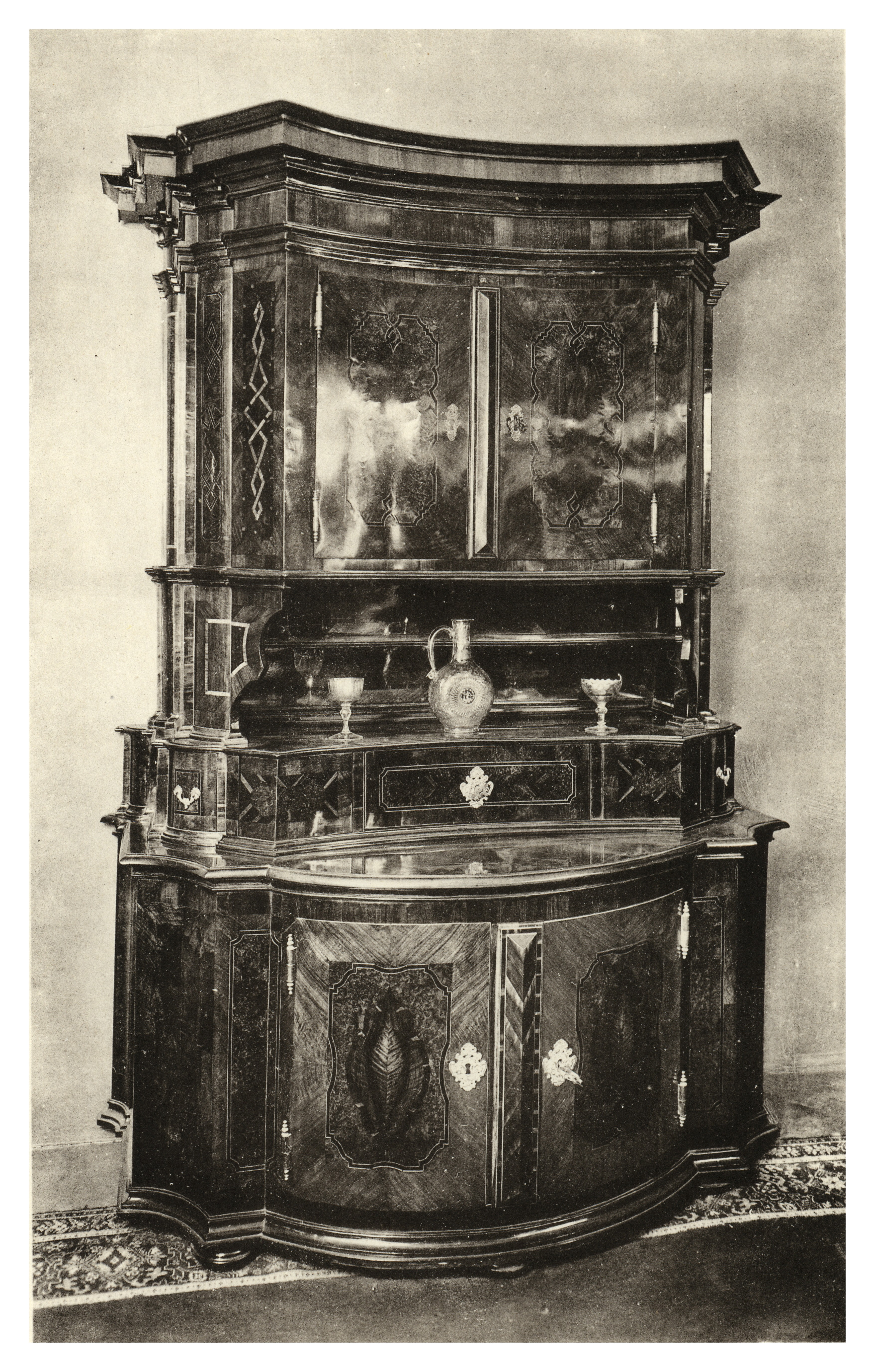
Kredenz mit italienischem Nussholz furniert, poliert. Schwer lastendes, vielfach gebrochenes, reich profiliertes Gesimse. Intarsien: Bandelwerk aus dunkelgefärbtem und hellem Birnholz. Theresianisch, 1740

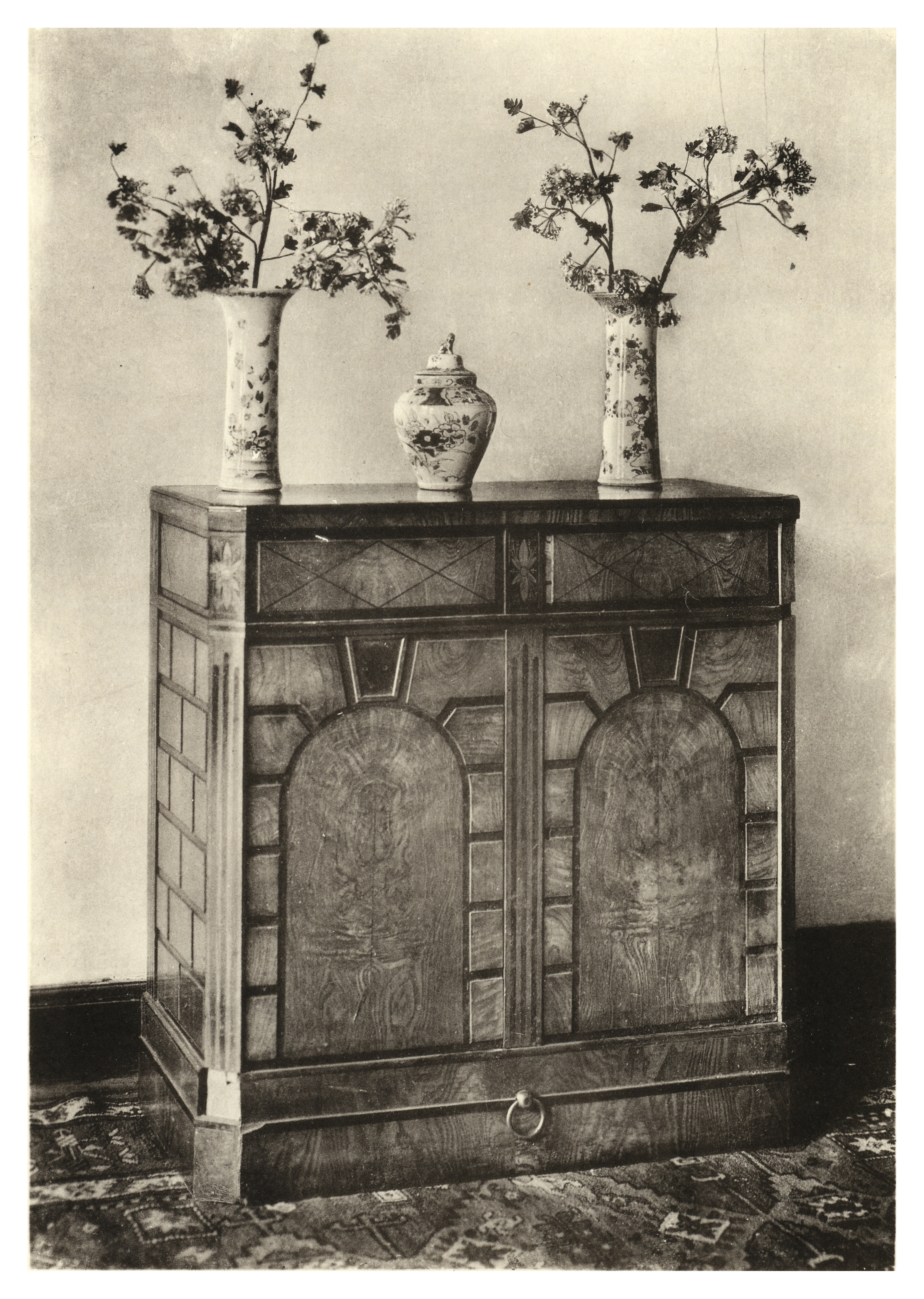
Kommode mit Kirschholz furniert, poliert. Intarsien aus schwarz gefärbtem Birnholz. Die Zusammensetzung der Furniere stellt Steinarchitektur vor. Josephinistisch 1780–1790

Das Wiener Tischlerhandwerk stand sowohl in der Theresianischen als auch in der Josephinischen Stilperiode auf ansehnlicher Höhe, welche trotz uralter handwerklicher Überlieferung ohne die rege Förderung der damals leitenden Stellen wohl kaum erreicht worden wäre. Den Tischlermeistern und ihren Gesellen wurden zahlreiche Privilegien gewährt, die nicht nur ihren Wohlstand, sondern auch ihre angesehene Stellung im Gemeinwesen der Stadt sichern sollten. Innerhalb der Tischlerzunft gab es allerdings auch wirtschaftlich bedeutsame Unterschiede. Den Vorstadtmeistern war es bloß erlaubt, Waren aus weichem Holz auf den drey Jahr-Märckten ausser der Statt alss an St. Margarethen Jahr-Marckt in der Leopold Statt, dann zu Peter und Pauli auf den Hochen Marckt und zu Michaely auf den Holz-Marckt feylzuhalten und zu Verkaufen.
Den Stadtmeistern hingegen waren die Märkte der Inneren Stadt vorbehalten. Ihr mit hartem Holz furnierter Hausrat kam zu Georgy, zu Pfingsten und St. Catharina. zum Verkauf. Auf dem Pfingstmarkt dürften auch andere, zur Inneneinrichtung erforderliche Gegenstände feilgeboten worden sein. So erfahren wir aus einem Kostenvoranschlag zur Einrichtung des Gräflich-Lambergschen Hauses in Wien (heute Wallnerstraße 3) die Hängeleuchter können auf dem jetzigen Pfingstmarkt bei dem Linzer Glaser ausgesucht werden.
Die Erteilung des Meisterrechtes in Wien war bei den Tischlern wie bei allen anderen Innungen an zahlreiche Vorschriften geknüpft. Für die höheren künstlerischen Ansprüche aber, die an die Tischler gestellt wurden, spricht eine Verordnung, dass der Geselle eines Zeugnisses der k. k. Baukunstacademie bedurfte, um zur Verfertigung des Meisterstückes zugelassen zu werden. Dieses Meisterstück hatte ein sauber Bettstatt, Kasten, Tisch oder wass anders zu sein, es durfte jedoch nicht von Alt Vatterischer Arbeith, sondern also Beschaffen seyn, damit es brauchbar und ohne sonderbahren schaden bald wiederumben Verkauft werden möge. Der Prüfungskandidat hatte außer dem Meisterstück den Riss eines Möbels aufzuzeichnen, welcher der k. k. Baukunstacademie übergeben werden musste. Meisterzeichnungen dieser Art sind heute nicht mehr aufzufinden. Diese würden die Datierung der Möbelstücke wesentlich erleichtern und über manche Phasen der Stilentwicklung erwünschten Aufschluss gewähren. Der Mangel jedes zeichnerischen und archivalischen Materials der Wiener Möbelforschung ist zum Teil auch die Ursache, warum die meisten wissenschaftlichen Handbücher, welche sich mit Innenausstattung befassen, die Wiener Bürgermöbel kaum erwähnen.

## Bau-, Möbel-, Modelltischlerei

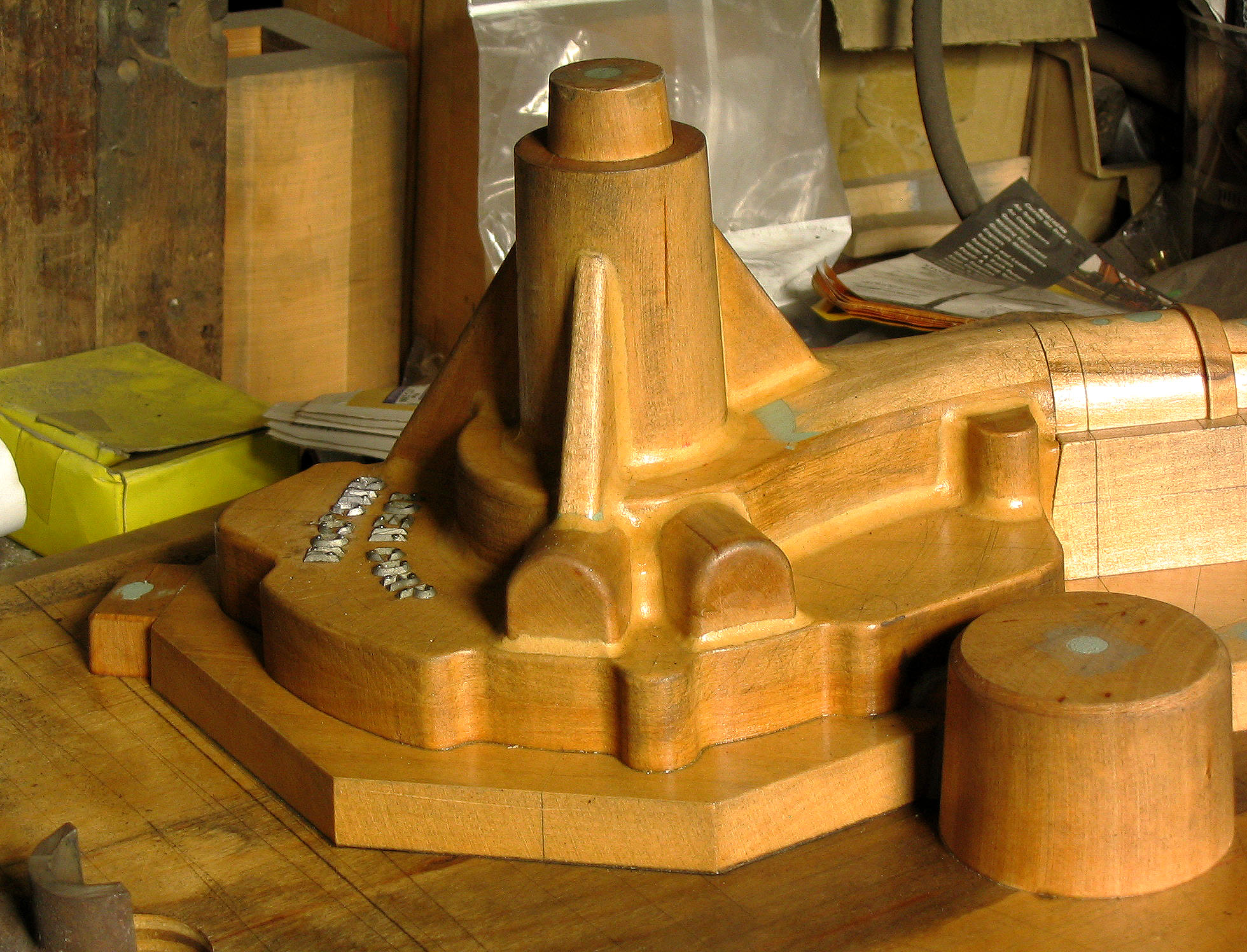
Produkt der Modelltischlerei: Modell aus Holz für ein Gussstück

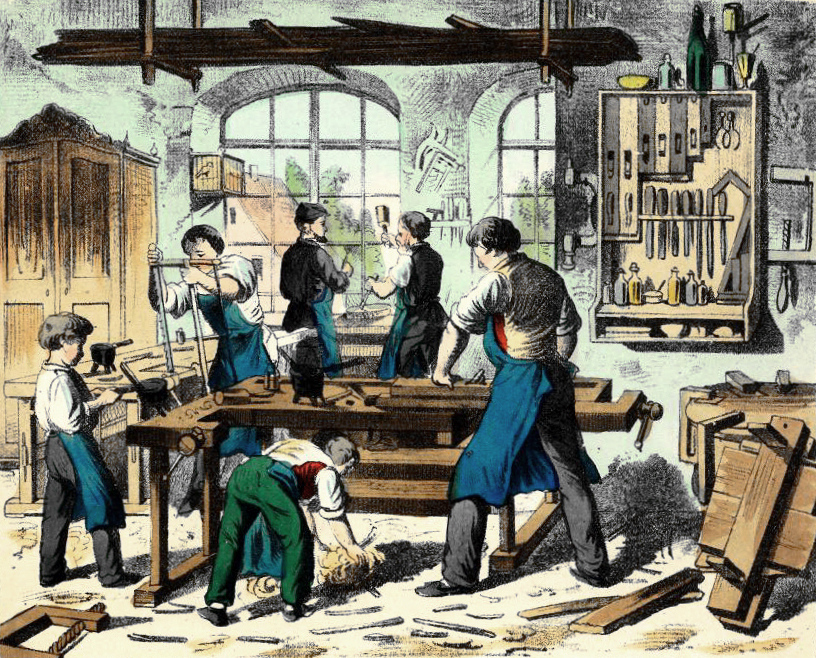
„Der Tischler“ (aus Was willst du werden, um 1880)

### Bautischlerei
Die Bautischlerei stellt feste Bestandteile eines Gebäudes her und baut sie ein. Dazu gehören Fenster, Türen und Treppen. Wichtig ist hierbei die direkte Zusammenarbeit mit den anderen Gewerken. Es entstehen Gemeinsamkeiten und Abhängigkeiten mit der Zimmerei, zum Maurer-, Glaser-, Maler-und-Lackierer-Handwerk, zum Restaurieren und anderen Berufen.

### Möbeltischlerei
Traditionell fertigt die Möbeltischlerei die beweglichen Einrichtungsgegenstände eines Gebäudes wie Tische, Schränke, Bänke und Truhen. Stühle baute traditionell eine eigene Zunft oder Innung, die „Stuhlmacher“. Der Begriff „Möbel“ kommt vom lateinischen mobilis = „beweglich“.

Gesellenstücke von Möbeltischlern
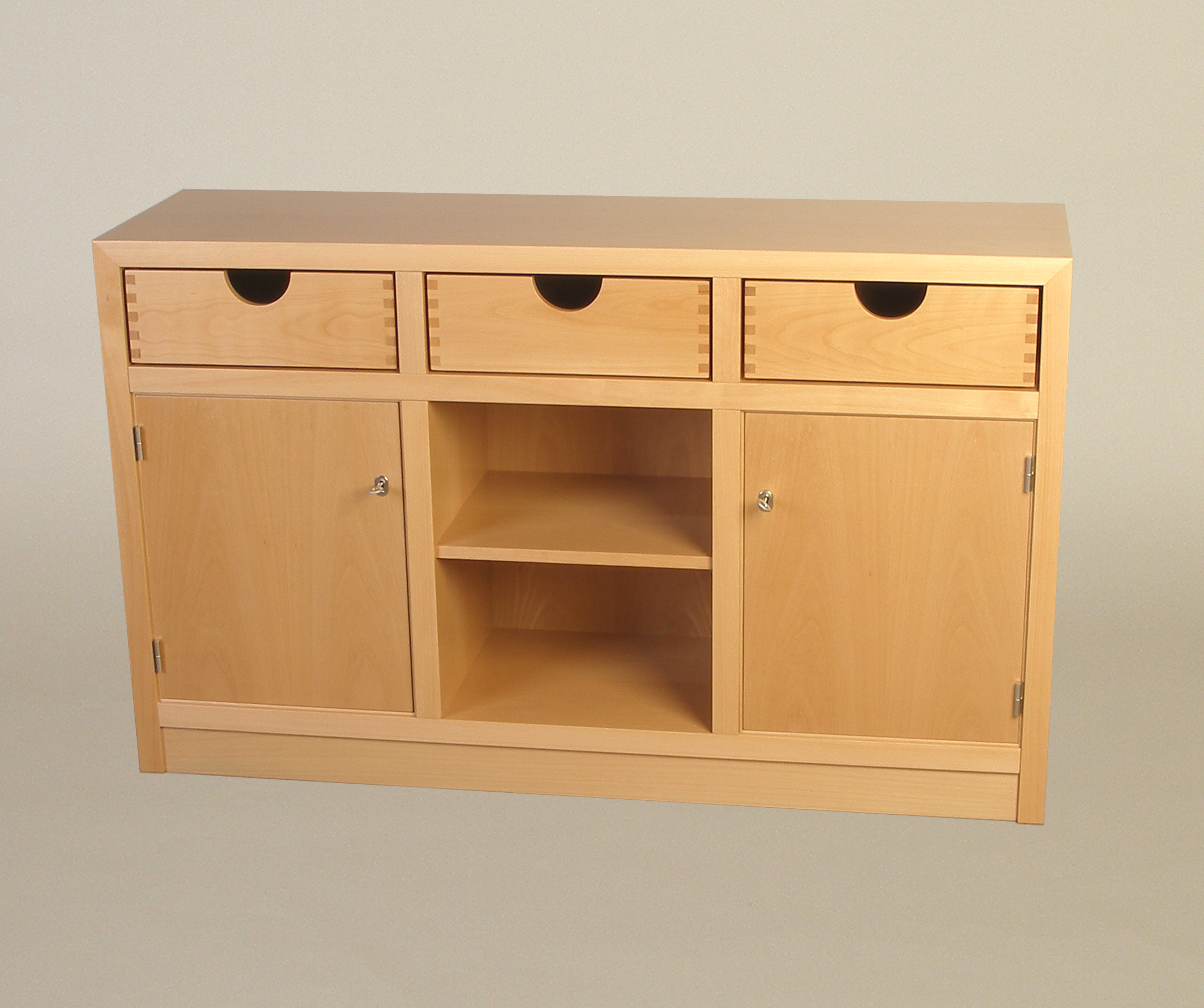
Sideboard
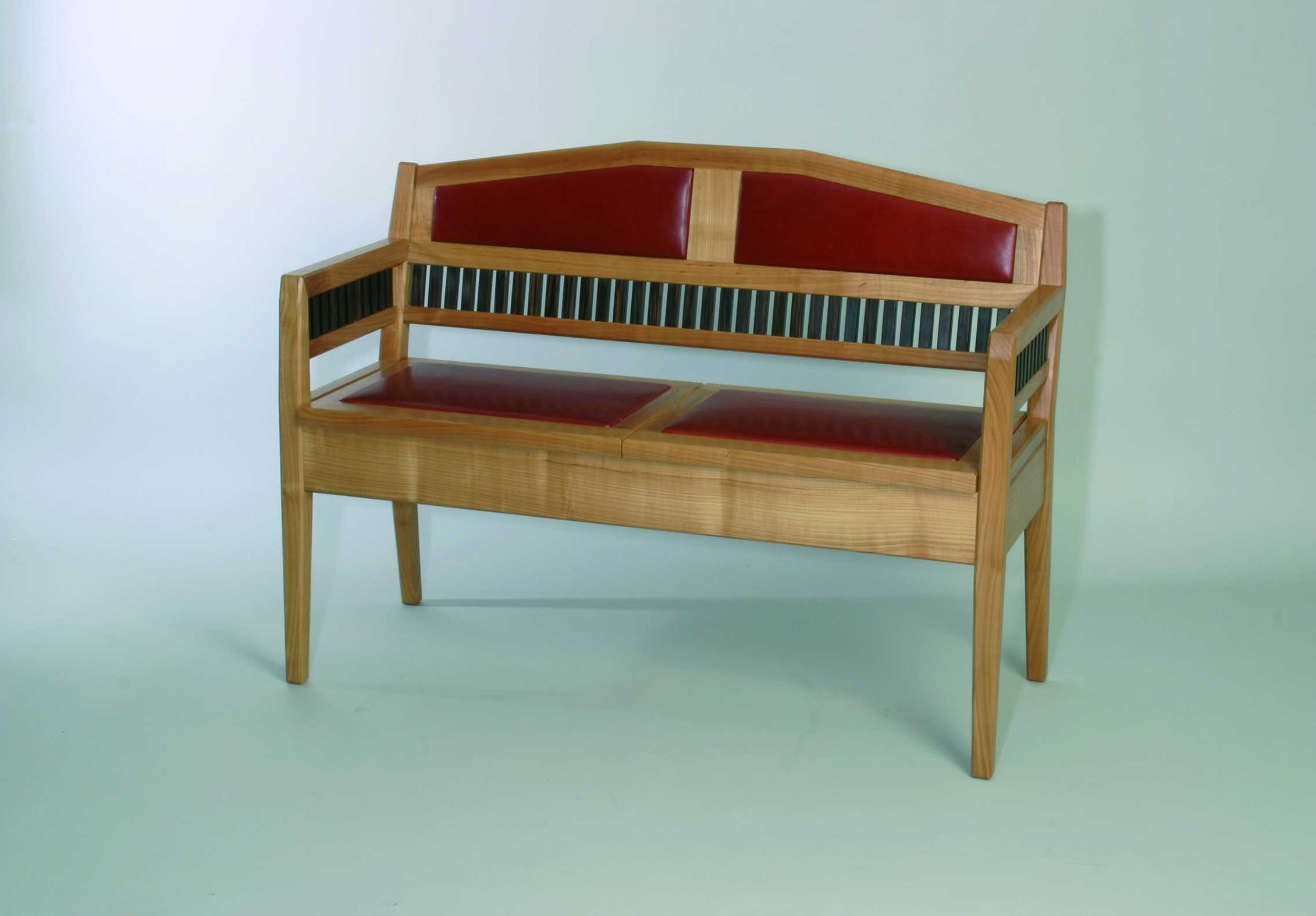
Sitzbank
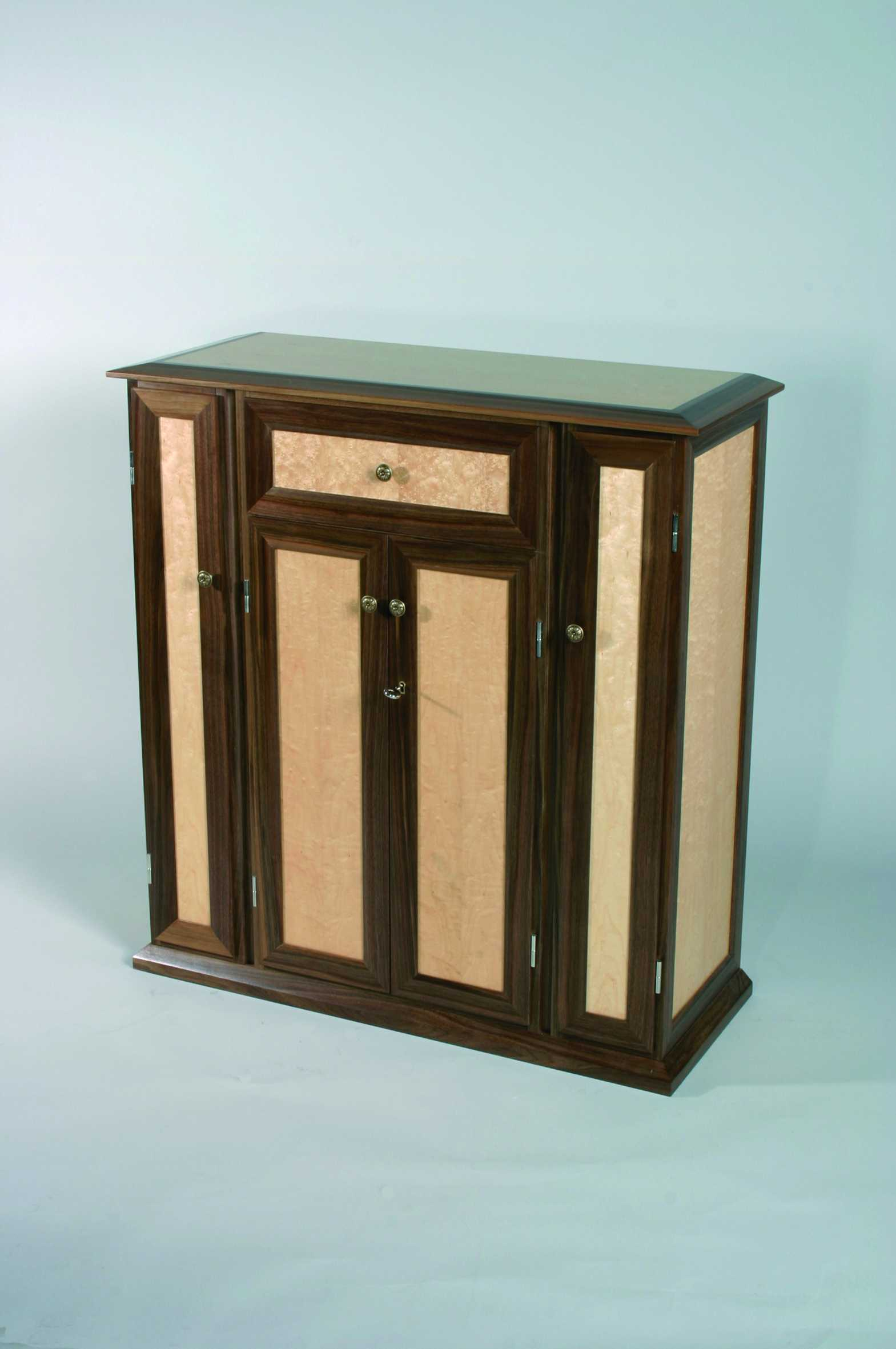
Kommode

### Modelltischlerei
Die Modelltischlerei ist ein Handwerk, das in Gießereien benötigt wird: Hier werden Modelle aus Holz gefertigt zur Erstellung einer Negativform im Sandgussverfahren. Die Modelle müssen zum Endprodukt ein genau bestimmtes Übermaß haben, da das Metall beim Abkühlen schwindet. Neben seinen holzhandwerklichen Fähigkeiten muss der Modelltischler also auch über Kenntnisse in der Metallgießerei verfügen.

## Ausbildung

### Deutschland
Es besteht die Möglichkeit der Ausbildung im Handwerk zum Tischler/in oder in der Industrie zum Holzmechaniker/-in.

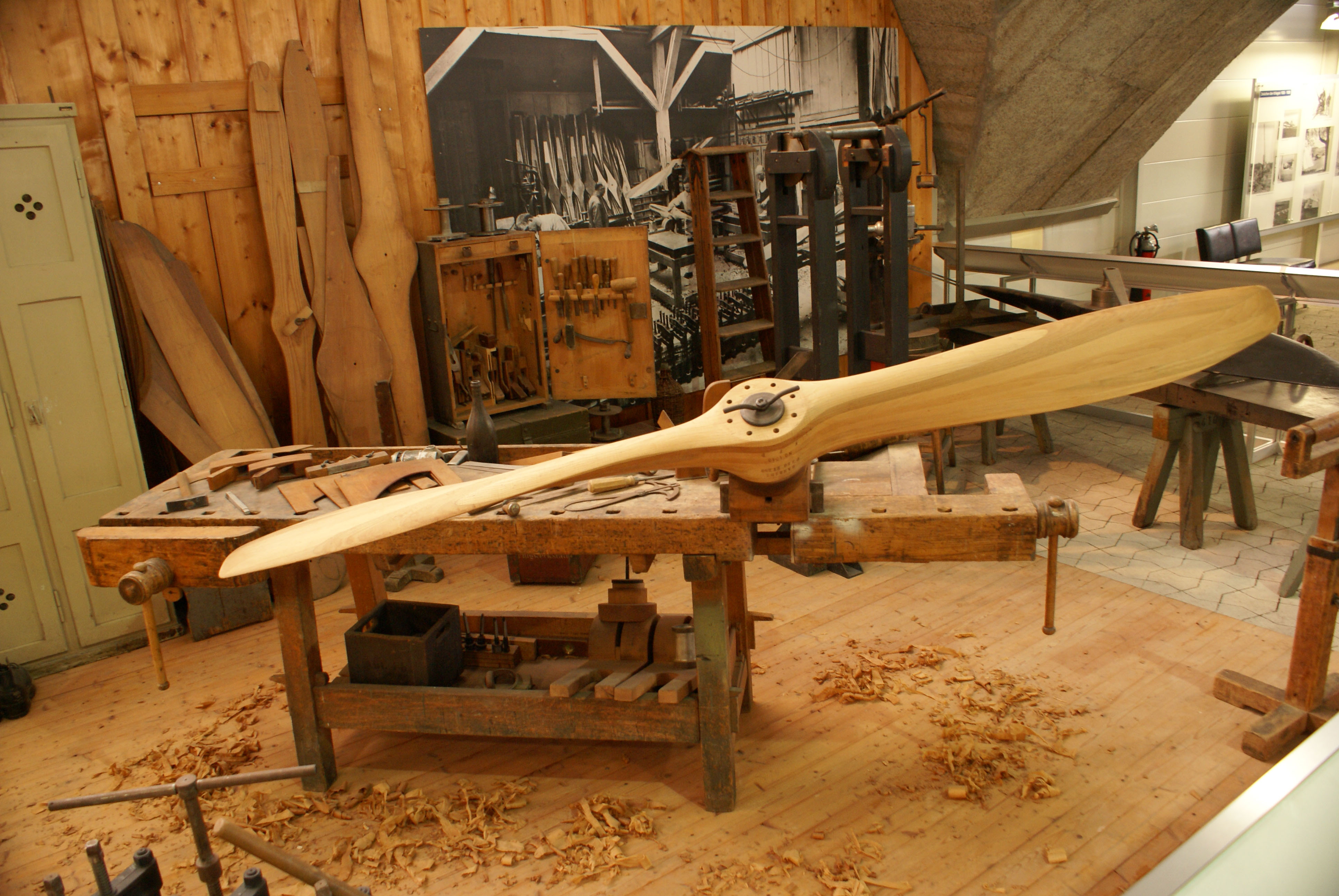
Hobelbank eines Tischlers

Die Berufsausbildung im Tischlerhandwerk dauert i. d. R. drei Jahre und erfolgt dual im Ausbildungsbetrieb und in der Berufsschule. Unter bestimmten Bedingungen kann die Ausbildungsdauer um ein halbes oder auch um ein ganzes Jahr verkürzt werden.
Es besteht die Möglichkeit, das erste Jahr als Berufsgrundbildungsjahr beziehungsweise Berufsgrundschuljahr (BGJ) im Vollzeitunterricht an Berufsschulen zu absolvieren. Im Berufsgrundbildungsjahr findet sowohl eine theoretische als auch eine praktische Ausbildung (Fachpraxisunterricht in der Werkstatt der Berufsschule) statt. Im Fachpraxisunterricht werden vor allem Grundfertigkeiten im Umgang mit Handwerkzeugen anhand der Techniken der Holzverbindungen (Zinken, Nut und Feder, Dübeln, Überblatten) vermittelt.
Der Berufsschulunterricht erfolgt wochenweise im Block oder an festen Tagen. Des Weiteren finden überbetriebliche Kurse zur Oberflächenbehandlung („TSO 1 und 2“, nur regional), ein Lehrgang für die Handwerkszeuge und Maschinenlehrgänge („TSM1, 2 und 3“) in Einrichtungen der Handwerkskammern statt.
Die Ausbildung endet mit der bestandenen Gesellenprüfung und der Aushändigung des Gesellenbriefs.
Die Prüfung enthält neben dem theoretischen Teil und einer Arbeitsprobe die Fertigung des Gesellenstücks nach Entwurf und Planung durch die zu prüfende Person. Hierfür ist eine Fertigungszeichnung  zu erstellen.
Das Gesellenstück wird nach Absprache mit dem Betrieb und dem Gesellenprüfungsausschuss geplant und gebaut.

### Österreich
Die Ausbildungsinhalte sind ähnlich wie in Deutschland und die Berufsausbildung erfolgt im dualen System an Berufsschulen und bei einschlägigen Lehrbetrieben des Tischlereihandwerks oder der Holz verarbeitenden Industrie. Voraussetzung für den Beginn der Lehre ist das Absolvieren der neun Pflichtschuljahre. Die meisten Lehrlinge besitzen aber einen Abschluss der Hauptschule oder der Polytechnischen Schule.
In Österreich dauert die Lehre drei Jahre und wird mit der Lehrabschlussprüfung abgeschlossen. Diese gliedert sich in einen theoretischen und einen praktischen Teil. Die theoretische Prüfung umfasst die Gegenstände Fachkunde, Angewandte Mathematik und Fachzeichnen. Die praktische Prüfung setzt sich aus einem Fachgespräch und einer Prüfarbeit zusammen. Bei dieser Prüfarbeit soll nach Angabe der Prüfungskommission die Bearbeitung eines betrieblichen Arbeitsauftrags durchgeführt werden, wobei sich die Aufgabe auf die Herstellung eines Werkstücks (Gesellenstücks) mit Berücksichtigung der Arbeitsplanung, Qualitätskontrolle, Maßnahmen zur Sicherheit und zum Gesundheitsschutz erstreckt.
Ausbildung Tischlereitechniker
1. Vier Jahre Lehre. Die Ausbildung ist ähnlich wie bei Tischler und Tischlerin, durch das zusätzliche Ausbildungsjahr können aber weitere Inhalte im Bereich Produktion oder Planung – je nach Ausbildungsschwerpunkt – vermittelt werden.
2. Vier Jahre Ausbildung Fachschule für Holzwirtschaft und Sägetechnik oder für Tischlerei.
3. Fünf Jahre Ausbildung Höhere Lehranstalt für Innenarchitektur und Holztechnologie oder für Kunst und Design (Ausbildungszweig: Möbel-Raum-Design).

### Schweiz

#### Schreiner EFZ
Die Ausbildung zum Schreiner mit Eidgenössischem Fähigkeitszeugnis dauert vier Jahre. Die Ausbildungsorte sind Lehrbetrieb, Berufsfachschule und Überbetriebliche Kurse.
Die Berufsschule ist einmal die Woche ein Tag. Die Fächer sind:
- Fachkunde
- Fachzeichnen
- Fachrechnen
- Allgemeinbildender Unterricht
- Turnen und Sport

Die Berufsmatur ist berufsbegleitend oder nach der Lehre möglich.
Die überbetrieblichen Kurse umfassen zehn Wochen. Die Teilprüfung ist nach dem dritten Lehrjahr. Im vierten und damit letzten Lehrjahr wird die Fachrichtung (Möbel/Innenausbau oder Bau/Fenster) vertieft. Der Abschluss setzt sich aus IPA (Individueller Produktivarbeit) und LAP (Lehrabschlussprüfung) zusammen. In der Fachrichtung Möbel/Innenausbau wird in der Praxis zwischen Montageschreinern und Bankschreinern unterschieden. Bankschreiner befassen sich hauptsächlich mit der Fertigung von Möbelstücken an der Werkbank. Montageschreiner wiederum sind als Möbelmonteure tätig, d. h. sie bauen Möbel vor Ort auf oder zusammen.

#### Schreinerpraktiker EBA
Die Ausbildung zum Schreinerpraktiker mit eidgenössischem Berufsattest dauert in der Regel zwei Jahre. Die Ausbildungsorte sind Lehrbetrieb, Berufsfachschule und Überbetriebliche Kurse.
Die Berufsschule ist einmal pro Woche. Die überbetrieblichen Kurse umfassen sieben Wochen.
Eine Weiterbildungsmöglichkeit ist die verkürzte Lehre zum Schreiner EFZ.

## Weiterbildung

### Deutschland
Zur beruflichen Fortbildung steht dem Gesellen die Möglichkeit offen, den Meisterbrief zu erwerben oder sich in einer zweijährigen Fachschule zum Staatlich geprüften Techniker der Fachrichtung Holztechnik, dem sogenannten Holztechniker, oder dem Staatlich geprüften Techniker der Fachrichtung Raumgestaltung oder Innenausbau fortzubilden.
Seit dem 14. Juli 2004 haben sich die Möglichkeiten der Fortbildung für das Tischler- und Schreinerhandwerk erweitert. Mit diesem Datum sind die drei Aufstiegsfortbildungen geprüfter Kundenberater, geprüfter Fertigungsplaner und geprüfter Fachbauleiter in Kraft getreten. Diese bundeseinheitlichen Fortbildungen sind ein Angebot an die Gesellen, als Funktionsebene, zur Weiterbildung im Tischlerhandwerk. Sie können auf Teile der Meisterprüfung angerechnet werden.
Zur beruflichen Weiterbildung gehört auch die Möglichkeit, sich als Restauratorin oder Restaurator fortzubilden.
Schreiner und Tischler, die sich für Gestaltung interessieren und darin professionell weiterbilden wollen, können sich in einer der Akademien oder Fachschulen für Gestaltung zum Gestalter im Handwerk oder staatlich geprüften Gestalter (verschiedene Fachrichtungen) weiterqualifizieren. Das geht in einem einjährigen Vollzeitkurs oder in zwei Jahren berufsbegleitend. Die Akademien für Gestaltung sind an ihre jeweiligen Handwerkskammern angebunden.
Die Ausbildung an staatlichen Fachschulen, die mit der Berufsbezeichnung staatl. gepr. Gestalter abschließt dauert zwei Jahre. Sie kann aber wenn der Technikerabschluss vorliegt um ein Jahr verkürzt werden, Fachschule Holztechnik & Gestaltung HGH Hildesheim. Teile dieser Ausbildung werden auf die Meisterprüfung angerechnet. Ein bekanntes Institut ist die Berner Fachhochschule (BFH) in der Schweiz.

### Österreich
Neben facheinschlägigen Fortbildungskursen können sich österreichische Tischler in verwandten Lehrberufen, wie Bootsbauer, Holztechniker oder Fertigteilhausbauer mit verkürzter Lehrzeit ausbilden lassen. Für die Ausbildung zum Meister müssen entsprechende Kurse besucht werden. Die Meisterprüfung erleichtert den Zugang zur selbstständigen Berufsausübung (Handwerksberechtigung), ist aber nicht zwingend notwendig. Für Höherqualifizierungen an Kollegs, Fachhochschulen und Universitäten braucht man meistens die Berufsreifeprüfung (Österreich), die sich aus der Lehrabschlussprüfung und vier weiteren Prüfungen zusammensetzt. Ein Tischler muss mindestens 24 Jahre alt sein, um ausbilden zu dürfen.

### Schweiz
- Verkürzte Grundbildung
  - Zimmerer
  - Zeichner/in EFZ (Fachrichtung Innenarchitektur)
- Berufsprüfung (BP)
  - Schreiner-Werkmeister
  - Eidg. Fachausweis Projektleiter und Produktionsleiter Schreinerei (Berufsprüfung) (in Vorbereitung).[46]
  - Produktionsleiter Schreinerei (Berufsprüfung)
  - Holzfachmann
- Höhere Fachprüfung (HFP)
  - Schreinermeister Bau
  - Schreinermeister/in Möbel und Innenausbau
- Höhere Fachschule
  - Dipl. Techniker HF Holztechnik
- Fachhochschule
  - Bachelor of Science (FH) in Holztechnik, Bauingenieurwesen, Innenarchitektur oder Architektur

## Arbeitsmittel
Zur täglichen Arbeit des Tischlers gehören eine Vielzahl von Handwerkzeugen, leichten Handmaschinen und schwereren Maschinen.
- Tischlerei#Werkzeuge und Maschinen, gegliedert nach Werkzeugart und Bearbeitungsvorgang

## Situation des Berufsstands
Der Beruf des Tischlers ist eine klassische Männerdomäne. Im Jahr 2010 lag der Frauenanteil bei Ausbildung und Berufsausübung in den drei deutschsprachigen Ländern nicht über 9,5 Prozent. In Österreich stieg der Frauenanteil bei den Auszubildenden von 9,6 % im Jahr 2012 auf 15,1 % im Jahr 2021. Bis 2023 stieg der Frauenanteil unter allen neu abgeschlossenen Tischler-Ausbildungsverträgen in Deutschland auf 20 Prozent an.
Die Zahl der Tischlerbetriebe sank in Deutschland von 44.486 im Jahr 1996 auf 42.564 im Jahr 2006. In Österreich stieg die Zahl der aktiven Unternehmen von 10.009 im Jahr 2010 auf 11.045 im Jahr 2021.

## Tischlereimuseen
Ein Tischlereimuseum gibt es in Bremen und in Eilsleben. In Österreich wird das Erste österreichisch Tischlereimuseum von der Landesinnung der Tischler Niederösterreichs in der Stadtgemeinde Pöchlarn betrieben.

## Bekannte Tischler
Tischler waren nicht nur in ihrem Beruf erfolgreich, einige betätigten sich vielseitig in anderen Bereichen.
- Marcel Breuer (1902 bis 1981), später Architekt und Designer, Bauhaus
- Thomas Chippendale (ca. 1718 bis 1779), eigene Werkstatt, Rokoko, England
- Erich Consemüller (1902 bis 1957), nach Tischler Arbeit mit Photographie, in Architektur und Stadtplanung; Bauhaus
- Wilhelm Dantz (1886 bis 1948), zwischenzeitlich Politiker und Redakteur
- Michael Thonet (1796 bis 1871), Meister, Pionier der Möbelproduktion und des Möbeldesigns
- Georg Elser (1903 bis 1945), führte im Münchner Bürgerbräukeller ein Sprengstoffattentat auf Adolf Hitler durch, das nur knapp scheiterte, ermordet im KZ Dachau
- Harrison Ford (geboren 1942), verdiente seinen Lebensunterhalt mangels Filmrollen bis 1977 als Tischler in Hollywood.
- Mathäus Funk (1697 bis 1783), eigene Werkstatt in der Schweiz
- Christian Gaab, (1828 bis 1901), eigene Werkstatt in Wiesbaden
- August Geiger (1893 bis 1991), Meister mit Werkstatt in Lindau (Bodensee)
- Konstantin Grcic (geboren 1965), Möbelschreiner, Industriedesigner
- Karl Merkatz (1930 bis 2022), österreichischer Volksschauspieler
- Laurent Meyer (1870 bis 1945), später Politiker
- Jean-François Oeben (1721 bis 1763), eigene Werkstatt in Paris
- Karl Popper (1902 bis 1994), Philosoph mit einer abgeschlossenen Tischlerlehre
- Johann Heinrich Riesener (1734 bis 1806), eigene Werkstatt in Paris
- Gerrit Thomas Rietveld (1888 bis 1964), Meister, Architekt und Designer, De-Stijl-Gruppe
- Abraham Roentgen, (1711 bis 1793), eigene Werkstatt in Neuwied, Deutschland
- David Roentgen (1743 bis 1807), eigene Werkstatt in Neuwied, Deutschland
- Markus Schleicher (1884 bis 1951), auch Gewerkschafter und Politiker
- Fritz Spannagel (1891 bis 1957), zusätzlich Architekt, Hochschullehrer und Fachbuchautor
- Jean Ferdinand Schwerdfeger (1734 bis 1818), eigene Werkstatt in Paris
- Ludwig Stechan (1816 bis 1875), Meister, auch Politiker, Redakteur und Revolutionär
- Wassili Petrowitsch Swjosdotschkin (1876 bis 1956), Russland, Matrjoschka-Puppen
- Karl Valentin (1882 bis 1948), wurde Komiker, Volkssänger, Autor und Filmproduzent
- Jakob Volk (1876 bis 1954), nebenbei Fotograf
- Adam Weisweiler (1746 bis 1820), eigene Werkstatt in Paris
- Mick Wewers (geboren 1966), jetzt Fernsehratgeber
- Klaus Zielke (1931 bis 2016), Orthopäde mit einer abgeschlossenen Tischlerlehre

## Sonstiges
Der Schutzheilige der Tischler ist St. Josef.
Walter Ulbricht (1893–1973; 'erster Mann' in der DDR von 1949 bis 1971) war Tischler (Lehre von 1907 bis 1911). Dies wurde oft erwähnt bzw. betont, wohl um Ulbrichts Zugehörigkeit zur Arbeiterklasse herauszustellen. Es gibt mehrere bekannte Persönlichkeiten des öffentlichen Lebens, die ursprünglich eine Berufsausbildung als Tischler durchlaufen haben: dazu gehören beispielsweise neben dem konservativen preußischen Ministerpräsidenten Adam Stegerwald (1874–1945) auch der Gründer des berühmten Berliner Hotel Adlon (Lorenz Adlon, 1849–1921), der Hitler-Attentäter Georg Elser (1903–1945) wie auch der 1. Präsident der Deutschen Demokratischen Republik, Wilhelm Pieck (1876–1960). Der SPD-Politiker Steffen Reiche, (geb.1960, ehemaliger Landesminister) und der Philosoph und Künstler Hugo Kükelhaus (1900–1984) gehören ebenfalls dazu.